# Барнелл, Джейн
Джейн Барнелл (англ. Jane Barnell; 3 января 1871, Уилмингтон, Северная Каролина — неизвестный) — американская актриса
 уличных цирков и карнавалов, «бородатая женщина», выступавшая под сценическим псевдонимом «Леди Ольга».
Согласно поздним источникам — в частности, статье Джозефа Митчелла «Леди Ольга» в издании Up In The Old Hotel, — мать Барнелл продала её в цирк под названием Great Orient Family Circus, который впоследствии был объединён с большим по размеру цирком. С этим цирком она поехала на гастроли в Германию. Она заболела в Берлине и была оставлена в сиротском приюте, где позже была обнаружена и узнана своим отцом.
Работая на ферме своей бабушки, она встретила циркового силача, который пригласил её присоединиться к цирку Джона Робинсона. Она сменила несколько сценических псевдонимов, пока в итоге не остановилась на имени «Леди Ольга Родерик». К этому времени её борода достигала 13 дюймов в длину.
Леди Ольга гастролировала на протяжении жизни с рядом цирков, в том числе с цирком Ringling Bros, а позже участвовала в выставках Музея Гильберта на Таймс-Сквер, Нью-Йорк. Она также снялась в нескольких фильмах, самым известным из которых был фильм Тода Браунинга «Уродцы» (1932) который, согласно документальному фильму об этой картине, вышедшему на DVD (Freaks: The Sideshow Cinema, 2004), оставил её недовольной изображением артистов уличных цирков в фильме в целом.
Барнелл была замужем четыре раза. Её последним мужем был Томас O’Бойл, также работавший её менеджером, бывший цирковой клоун и уличный зазывала в музее Гильберта.